# 夜を忘れたあなたに
夜を忘れたあなたに (밤을 잊은 그대에게) は、大韓民国の放送局である韓国放送公社 (KBS) のラジオ局、KBS 2 FM （Happy FM) で、午後10時から午前0時まで放送されている、音楽を中心とした深夜番組である。
1964年5月9日、ラジオソウル (RSB) で第1回が放送され、1966年に同局が東洋放送になり、1980年にKBSに移管されたのちも、1991年5月から1992年10月までの中断を経ながら、現在まで放送されている長寿番組でもある。2011年9月からは毎月第2月曜日と最終月曜日は「歌謡デー」としてK-POP曲を、他の日はポップ・ミュージックを中心に放送される。

## 曜日別コーナー
- 平日 : クイズマート (当選者1名に現金5万ウォン)、びっくりナンセンスクイズ (当選者1名に文化商品券)、リクエストによるクロージング曲 (当選者1名に景品3種セット)。
- 土曜日 : 第1部 ‐ ソ・ジョンミン記者の地球音楽伝説、第2部 ‐ もちろんそうだとも (お便りとリクエスト曲)
- 日曜日 : 第1部 ‐ キム・ジャッカと一緒にBack To The Chart、第2部 ‐ ソン・ギチョルの世界音楽旅行

## 突然の放送局変更
1980年11月30日に、全斗煥政権の言論統廃合により、東洋放送 (TBC) がKBSに移管される直前に、テレビ、ラジオを通じて最後におこなわれていた放送はこの番組であった。司会は当時TBCのアナウンサーだったファン・イニョンだったが、午前0時が近づいた番組終了前の5分間で、ファンアナウンサーは次のように別れの挨拶をした (当時の放送時間は午後11時から翌日午前1時までであったが、その日は午前0時までにTBCの電波送出を停止する必要があった（TBCに対する放送免許も同日24時で失効する）ため、1時間のみの放送となっていた)。
なお、このような放送はTBCだけでなく、同様にKBSへ統合された東亜放送、西海放送、全日放送でも似たようなアナウンスが行われ、同年12月1日午前0時に各局の民間放送の免許が失効しKBSに放送免許が移行してからそれぞれ「こちらはKBSです」とのアナウンスがなされたという。

## 廃止、そして復活
この番組は、1991年5月5日付けでいったん廃止された。青少年を対象にした娯楽偏重から、生活情報へと転換しようという、当時のKBSの編成方針があったためであった。当時、司会はソン・スンファンが担当していた。そして1年5か月後、1992年のKBSの秋の改編に伴い、同年10月5日、ノ・ヨンシムの司会で再開した。

## 参考
1. 1 2  iTV、放送中断に先立ち、お別れ放送推進 ‐ 連合ニュース2004年12月24日
2. ↑  マイク置き自然人になり4年…ファン・イニョン ‐ 東亜日報2008年8月30日
3. ↑  東亜のみ「ラジオソウル」（→その後さらに1991年にソウル放送へ再移管）、他2局はTBCと同じ「第2ラジオ放送」へ統合（→その後さらに2001年に「愛の声＜第3ラジオ放送＞」へ再編）
4. ↑  http://dna.naver.com/viewer/index.nhn?articleId=1991042700329121003&editNo=15&printCount=1&publishDate=1991-04-27&officeId=00032&pageNo=21&printNo=14033&publishType=00010 
夜を忘れたあなたに、27年目にして終止符 ‐ 京郷新聞1991年4月27日
5. ↑  http://dna.naver.com/viewer/index.nhn?articleId=1992100800329115020&editNo=15&printCount=1&publishDate=1992-10-08&officeId=00032&pageNo=15&printNo=14547&publishType=00010 
ノ・ヨンシム 夜を忘れたあなたに DJ、復活した番組を受け持ち大きな期待 ‐ 京郷新聞 1992年10月8日